# Lennemühle (Oberkirchen)

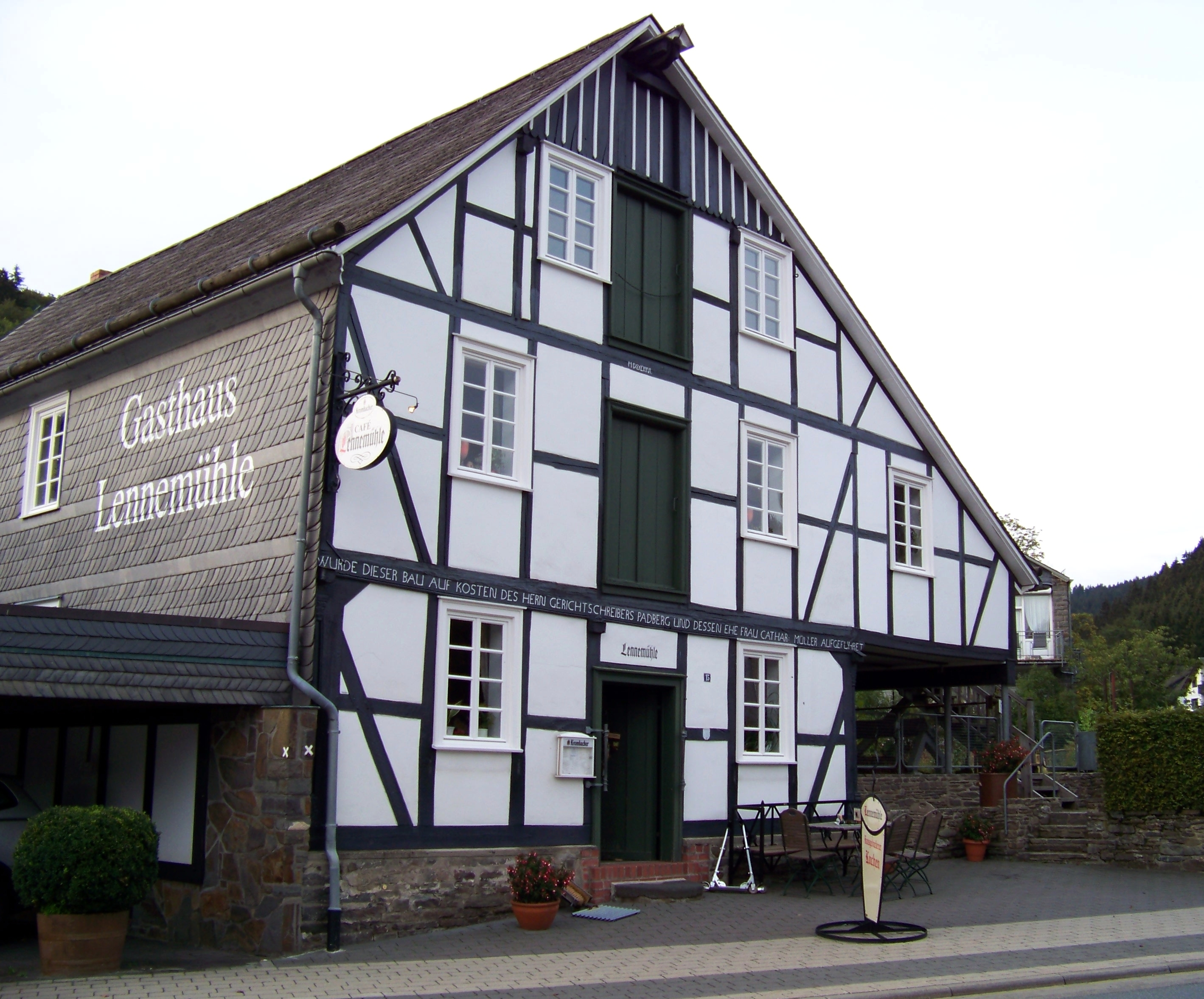
Lennemühle in Oberkirchen

Die denkmalgeschützte Lennemühle liegt in Oberkirchen im Stadtgebiet Schmallenberg im Hochsauerlandkreis unmittelbar an der Lenne.

## Geschichte
Die Kornmühle stammt aus dem Jahr 1807 und wurde früher mit einem Wasserrad angetrieben. 1920 wurde das Mühlrad durch eine 5-kW-Turbine ersetzt. Die Mühle erweiterte man im Jahr 1927 und installierte zusätzlich eine 9-kW-Turbine. Bis zum Jahr 1993 wurde in der heute noch funktionsfähigen Mühle Korn gemahlen. Im selben Jahr wurde das Bauwerk unter Denkmalschutz gestellt. Seit 1995 wird die Mühle als Gaststätte bzw. Café genutzt. Aktuell produzieren zwei Turbinen mit 27 kW Leistung mit der Wasserkraft der Lenne im Jahr rund 85.000 kWh Strom für die hauseigene Stromversorgung.